# GNU GRUB
GNU GRUB (scurt pentru GNU GRand Unified Bootloader, deseori denumit doar ca GRUB) este un program încărcător de pornire  de la  Proiectul GNU.

### Eliminarea problemelor și exemple cu soluții
Paginile Wiki ale distribuțiilor au multe soluții pentru probleme frecvente și configurări personalizate care te pot ajuta:
- Arch Linux /GRUB
- Ubuntu /Grub2 (vezi și linkurile de mai jos din ubuntu wiki)
- Fedora /GRUB_2
- Gentoo /GRUB2
- Grub2 theme tutorial Arhivat în 7 iunie 2021, la Wayback Machine.

### Documentație
- manualul GRUB – cea mai detailiată documentație, inclusiv toate comenzile
- Site web oficial
- Wiki GRUB arhivat în 2010

### Articole introductive
- Boot with GRUB, articol din Aprilie din Linux Journal

### Tehnicalități
- Booting Linux on x86 using Grub2 – articol aprofundat
- UEFI (programul UEFI, răspândit din 2012)
- Tabela de partiții GUID (GPT) – lucrează cu discuri mai mari de 2 TiB și mai mult de 4 partiții
- Registrul de pornire principal folosit cu programul BIOS (plăcile mamă aproximativ înainte de 2012)
- BIOS Boot Specification Version 1.01 (January 11, 1996) – greu de găsit